# RRS Discovery
För andra betydelser, se Discovery.

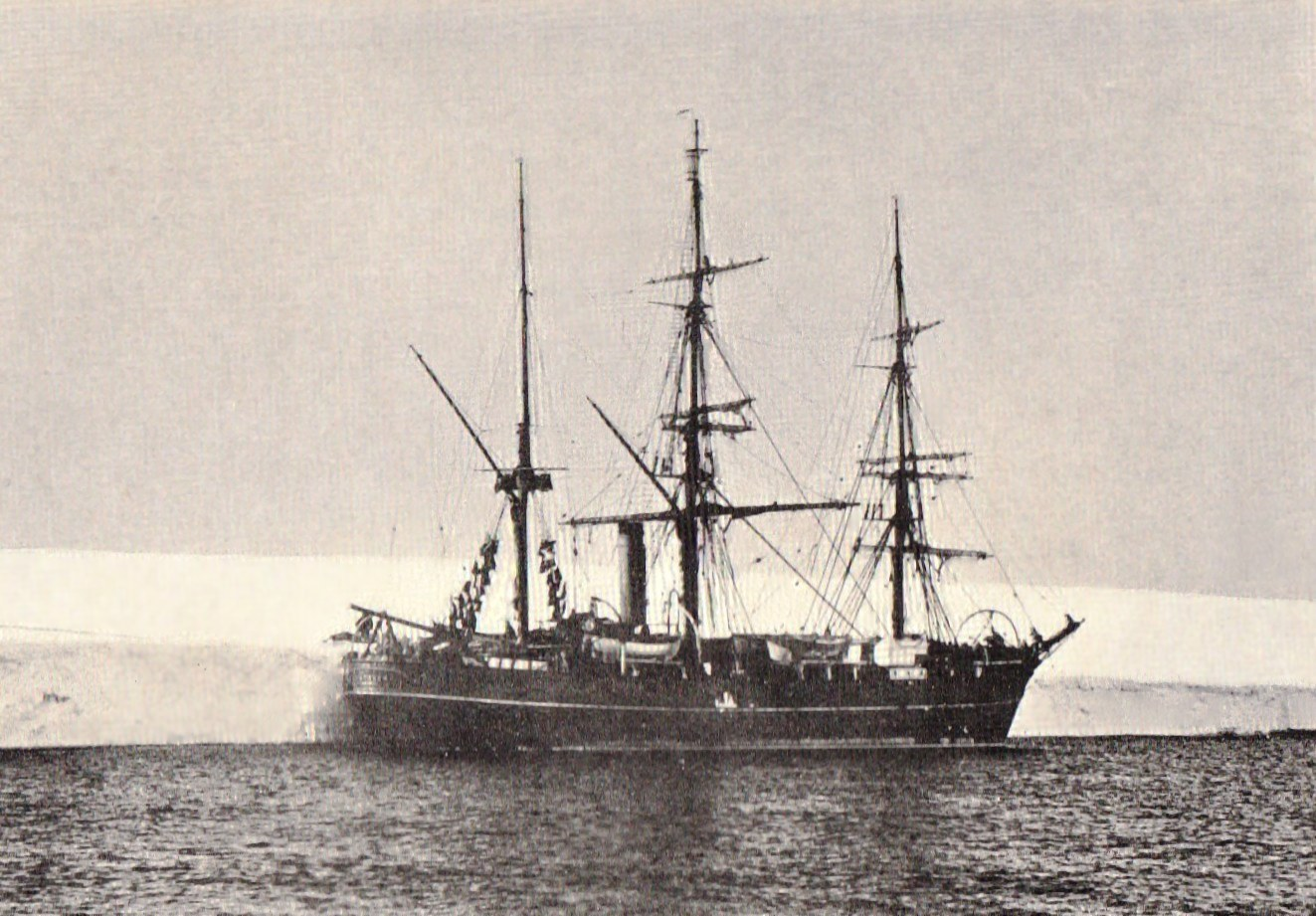
RRS Discovery vid Ross shelfis

RRS Discovery  var det sista traditionella tremastade fartyget i trä som byggdes i Storbritannien. Hon ritades som brittiskt polarforskningsfartyg (Royal Research Ship, RRS) för Antarktis och sjösattes 1901. Fartygets första uppdrag var för Discovery-expeditionen 1901–1904, Robert Falcon Scotts och Ernest Shackletons första expedition till Antarktis.

## Utformning
Vid inledande diskussioner om att bygga ett för ändamålet anpassat polarfartyg för den brittiska kronan, övervägdes att kopiera Fridtjof Nansens Fram, men detta fartyg var utformat specifikt för att ta sig igenom packisen i Arktis. Det brittiska fartyget var tvunget att segla över tusentals sjömil öppet hav innan det nådde Antarktis, varför i stället en mer konventionell utformning valdes. 
Fartyget lånade många drag från Bloodhound, ett valfångstfartyg som byggts i Dundee och som tagits i tjänst i Royal Navy under namnet HMS Discovery 1874 för Brittiska Arktisexpeditionen 1875–1876 till Nordpolen. 
 RRS Discovery kom att byggas av Dundee Shipbuilders Company, som huvudsakligen byggde mindre fartyg som trålare, bogserbåtar och ångdrivna yachter. Det utrustades med en 450-hästkrafters koleldad trippelexpansionsångmaskin, men var beroende av sina segel, huvudsakligen på grund av begränsad lagringskapacitet för bunkerkol. Fartyget var således att se som ett segelfartyg med hjälpmotor och registrerades 1900 också som segelfartyg.
Hon riggades som bark med råsegel på för- och huvudmast och med gaffelsegel på mesanmasten, med en segelyta på sammanlagt 1 142 kvadratmeter. Hon var aningen snabbare under segel än för ångmaskin. 
Fartyget byggdes med ett förstärkt skrov i trä och ansågs vid sin tillkomst vara det starkaste träskepp som dittills byggts. Det innersta lagret i skrovet var av skotsk furu, nästa lager av styvbarrig tall, Hondurasmahogny eller ek. Ytterst fanns engelsk alm och grönträ. Den stålklädda bogen var utformad så att den kunde glida upp över isens kant och krossa isen genom fartygets tyngd.

## Discovery-expeditionen
Discovery-expeditionen lämnade Storbritannien i augusti 1901, fem månader efter sjösättningen av Discovery. 
Det visade sig i Roaring Forties att fartyget seglade väl i dessa vatten på grund av sin tyngd och relativt begränsade segelyta. Hon gick med god fart högt upp i vinden och i hög sjö. 

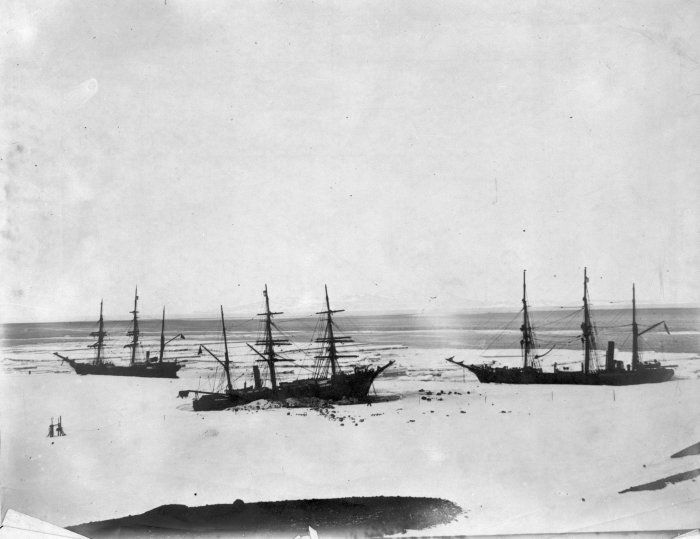
Discovery (i mitten) infångad i isen vid McMurdo Sound, i sällskap med Morning (till vänster) och Terra Nova (till höger), februari 1904.

## Lastfartyg
Discovery såldes efter Discovery-expeditionen till Hudson's Bay Company, som efter omfattande ombyggnad för att få mer lastutrymme använde henne för frakt mellan London och Hudson Bay i Kanada. Hon gjorde en årlig resa över Atlanten för Hudson's Bay Company mellan 1905 och 1911, med livsmedel, bränsle, byggmaterial och krut från London till Charlton Island nära bolagets depå i Moose Factory. Returfrakten var skinn och pälsar. Varje rundresa tog omkring två månader och företogs sommartid. Från 1912 ersattes Discovery av den nybyggda ångdrivna isbrytaren SS Nascopie, varefter hon lades upp i London. Under Första världskriget var hon ett av 300 fartyg som chartrades för att transportera förnödenheter från hela världen till Frankrike, och var senare 1916 utlånad till den brittiska regeringen för att undsätta den del av Ernest Shackletons expedition som räddat sig till Elephant Island.

## Discovery som forskningsfartyg

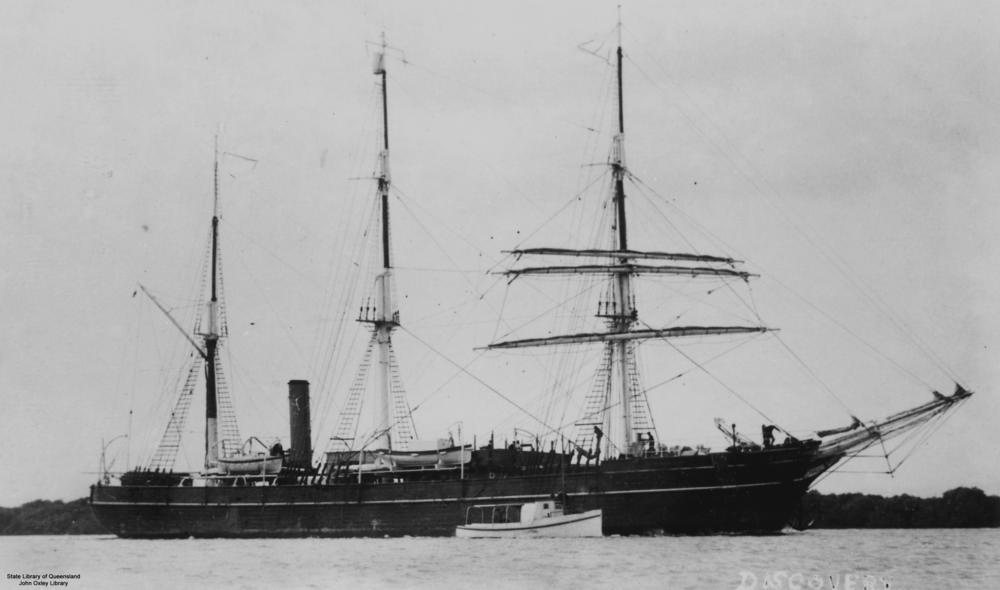
Discovery i Australien

År 1923 köpte det brittiska kolonialministeriet Discovery som forskningsfartyg för undersökningar om valar i Antarktiska oceanen mot bakgrund av Falklandsöarnas ökade beroende av valfångst. Hon fick därmed en andra gång status som Royal Research Ship.
Hon genomgick en omfattande ombyggnad och upprustning på Vosper & Company och försågs bland annat med fyra motorbåtar av varierande storlek. Hon omregistrerades också till ångfartyg. Efter arbetet i Antarktiska oceanen lånades hon ut till British Australian New Zealand Antarctic Research Expedition 1929–1931.

## Sjöscoutanvändning
Discovery lades därefter upp fram till 1936, då hon överlämnades till The Scout Association för att bli ett  stillaliggande skolskepp för sjöscouter i London, förtöjd nära Westminster Bridge. 
Under Andra världskriget var Discovery depåfartyg och kontor för River Emergency Service, ett nätverk av första hjälpen och "flytande ambulanser" som använde sig av staten rekvirerade fritidsbåtar. 
Under 1950-talet visade det sig att det ålderstigna fartyget var för dyrt att underhålla för scouterna, varefter hon överfördes till Royal Navy flottan 1954 och formellt, som HMS Discovery, tjänstgjorde som övningsfartyg. Efter hand förföll skeppet. The Maritime Trust övertog ansvaret 1979, varefter hon först dockades på Themsen, och senare i St Katharine Docks, och öppnades som museum.

## Museet Discovery Point

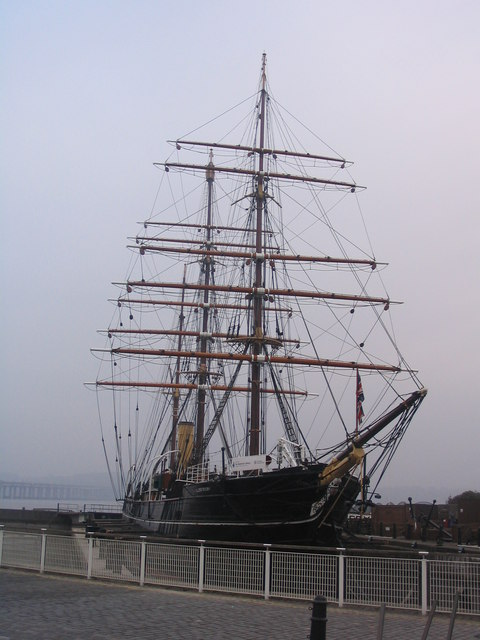
RRS Discovery i Dundee

I mars 1986 flyttades Discovery till Dundee. Från 1992 är hon kärnan i Dundees fartygsmuseum Discovery Point. Hon är återställd till det skick hon hade 1923. Hon ingår i Storbritanniens National Historic Fleet.

## Senare RRS Discovery
RRS Discovery har följts av tre brittiska forskningsfartyg med samma namn:
- RRS Discovery II (1929)
- RRS Discovery (1962)
- RRS Discovery (2013)